# Хлоридтрибромид олова(IV)
Хлоридтрибромид олова(IV) — неорганическое соединение,
двойная соль олова, соляной и бромистоводородной кислот
с формулой SnBr3Cl,
бесцветная жидкость.

## Получение
- Действие брома или бромоводорода на хлорид олова(IV) с последующим разделением продуктов фракционной перегонкой в вакууме.

## Физические свойства
Хлоридтрибромид олова(IV) образует бесцветную жидкость.